# رومانوسکی دوبنچا
و. رُومانُووسکی دِ بُنچا (لهستانی: V. Romanowski de Bończa)، در اسناد ایرانی با نام عبدالخالق دوبنچا رومانوفسکی معروف به رومانوسکی یا رومانوفسکی، هنرمند، طراح، اسلحه‌شناس، متخصص فنی موزه، متخصص طراحی آرم و نشان، طراح کارتِ بازی و دیپلمات روسی است.

## زندگی شخصی
طبق اسناد آرشیوی مبتنی بر اظهارات عبدالخالق دوبنچا رومانووسکی، معروف به رومانوسکی یا رومانوفسکی، وی در سمرقند به دنیا آمده‌است. در اسناد آرشیوی محل تولد وی سمرقند است. اما نام خانوادگی «دوبنچا» در لهستان رایج بوده‌است.

## مشاغل و تخصص‌ها
رومانوسکی در یکی از مکاتباتش با آستان قدس رضوی به اشتغال خود در کنسولگری روسیه در بیرجند اشتغال داشته و سرکنسول روسیه در سیستان و قائنات بوده‌است. در سال ۱۳۴۵ برابر با بیست ودوم ماه اوت سال ۱۹۶۶ موافقتنامه فرهنگی بین دولت شاهنشاهی ایران و دولت اتحاد جماهیر شوروی سوسیالیستی توسط عباس آرام و ای.ک. رومانوفسکی به نمایندگی از دولت‌های متبوعشان امضا شد و در مجلس شورای ملی به ریاست عبدالله ریاضی تصویب و به قانون تبدیل شد. هدف از این موافقتنامه چنین بیان شده‌است: «دولت شاهنشاهی ایران و دولت اتحاد جماهیر شوروی سوسیالیستی به استظهار کوشش‌هایی که برای تحکیم و ادامه همکاری بین دو کشور در زمینه‌آموزش و پرورش و علوم و فرهنگ و هنر و ورزش به قصد حداکثر مبادله اطلاعات و آشنایی در زمینه‌های مذکور از طریق همکاری دوستانه به عمل‌می‌آید تصمیم اتخاذ نمودند که این موافقتنامه را منعقد نمایند».
در اسناد آرشیوی از وی به عنوان متخصص فنی موزه و عتیقه‌شناس یاد شده؛ به اسلحه‌شناسی علاقه‌مند بوده‌است. موزه جنگ دانشکده افسری را راه‌اندازی کرد که پس از انقلاب این موزه به کاخ نیاوران انتقال یافت.
رومانوسکی در سال ۱۳۱۱ خورشیدی طی نامه‌ای به تولیت آستان قدس پیشنهاد راه‌اندازی موزه‌ای را داده بود تا آثار، اشیا و عتیقه‌جات موجود در مخازن را به آن منتقل و در معرض دید عموم بگذارند.
در سوابق سازمان اتحادیه شهرداری‌های ایران از رومانوسکی به عنوان پروفسور آرم‌شناسی و متخصص طراحی آرم و پرچم یا نشان یاد شده‌است. رومانوسکی در کمسیون مطالعه آرم و پرچم اختصاصی شهرداری‌های ایران عضویت داشت. در این کمیسیون گروهی از مقامات، ایرانشناسان و هنرمندان برجسته ایرانی و غیر ایرانی هم‌چون محمد نصر، علی اکبر بینا، محمدتقی مصطفوی، علی آذرگین، هوشنگ سیحون، یحیی ذکاء، اسدالله نامدار، آندره گدار، ناصر عامری، محسن مقدم، سپهبد امان‌الله جهانبانی و فتح‌الله جلالی به مطالعه، بررسی و طراحی نشان‌واره‌های اختصاصی شهرداری‌های ایران مشغول بودند.

## آرم و پرچم (نشان) اختصاصی شهرداری‌های کشور
در دهه ۱۳۳۰ خورشیدی هنگامی که سپهبد امان‌الله جهانبانی ریاست انجمن تربیت بدنی و تفریحات سالم ایران را بر عهده داشت کار طراحی آرم و پرچم برای استفادهٔ دسته جات ورزشی و جشن‌های محلی شهرهای مختلف را به رومانوسکی سپرد.
برای طراحی نشان واره‌های شهرها، ابتدا شرحی از تاریخ، فرهنگ، اقتصاد و جغرافیای از انجمن شهر استعلام و بر اساس آن رومانوسکی زیر نظر کمسیون مطالعه آرم و پرچم کار طراحی نشان واره‌ها را انجام می‌داد. آرم و پرچم طراحی شده پس از تأیید انجمن شهر مورد استفاده قرار می‌گرفت، در غیر این صورت با توجه به درخواست و نظر انجمن آن شهر اصلاح و رسمیت می‌یافت.
شهرداری‌های ایران که تا آن زمان غالباً از نشان واره یا آرم بلدیه در سربرگ‌های خود استفاده می‌کردند، از نشان واره‌های اختصاصی استقبال نموده و از آن‌ها به عنوان آرم انحصاری استفاده و پس از مدتی اکثر شهرداری‌ها دارای نشان اختصاصی شدند.
موضوع طراحی آرم یا نشان واره اختصاصی برای شهرداری‌ها در نشریات مختلف آن زمان، نظیر مجله سپید و سیاه، شهرداری‌ها و… انعکاس یافت.
طبق اسناد آرشیوی، مجموعه آرم‌ها و پرچم‌های اختصاصی شهرهای ایران در ۶ آلبوم گردآوری و نگهداری می‌شد؛ این مجموعه پس از تحولات انقلاب اسلامی در سال۱۳۵۷  خورشیدی پراکنده شد؛ اکنون بخش عمده باقی‌مانده آن در آرشیو وزارت کشور ایران نگهداری می‌شود.
الهام قلانی، دانش‌آموخته نقاشی و گرافیک مجموعه «نخستین نشان واره‌های اختصاصی شهرداری‌های ایران» را براساس مستندات، عکس‌ها و چند اثر باقی مانده از رومانوسکی، بین سال‌های ۱۳۹۳ تا ۱۳۹۷ خورشیدی بازآفرینی نمود.

## برقراری مستمری
در سال ۱۳۵۳ خورشیدی مجلس شورای ملی به ریاست عبداله ریاضی، بنا به درخواست وزارت جنگ، پیشنهاد نخست‌وزیر و تصویب مجلس سنا، به دلیل کهولت سن و خدمات رضایتبخش رومانوسکی در ارتش که تا آن هنگام به عنوان متخصص فنی موزه در دانشکده افسری فعالیت داشت، مقرری قابل توجهی برقرار کرد.

## تالیفات
- مقالات «تاریخچه اسلحه سرد در ایران» چاپ شده در مجله تحقیقات تاریخی.[۳]
- مقاله «چند سپر تزئینی» چاپ شده در مجله تحقیقات تاریخی.
- «لباسهای نظامی ارتش امپراتوری پارس از زمان تأسیس آن».
- «تاریخ اسلحه سرد در ایران».[۴]
- بنا بر اظهار «یحیی ذکا» از وی تحقیقاتی در مورد پرچم نیز موجود است.